# Bienvenidos a bordo
Bienvenidos a bordo fue un programa de televisión argentino creado por Kuarzo Entertainment Argentina, desde 2020 hasta enero de 2022 fue conducido por Guido Kaczka, y desde enero de 2022 hasta julio de 2023 fue conducido por Laurita Fernández. El programa se emitía en el canal de televisión argentino eltrece.
En las últimas dos temporadas, la bailarina, modelo, actriz y conductora, Laurita Fernández, lleva a cabo el programa en el cual participantes de diferentes edades muentran sus cualidades y participan por diferentes premios. Se trata de una emisión de entretenimiento para toda la familia.

## Temporadas
| Temporada | Conducción        | Año   | Rating prom. |
| --------- | ----------------- | ----- | ------------ |
| 1         | Guido Kaczka      | 2020  | 8.5          |
| 2         | Guido Kaczka      | 2021  | 6.6          |
| 3         | Laurita Fernández | 2022  | 4.7          |
| 4         | Laurita Fernández | 2023  | 3.2          |
| Total     | Total             | Total | 5.8          |

## Premios y nominaciones
| Año  | Premios               | Categoría                                   | Trabajo                                                         | Resultado | Ref.  |
| ---- | --------------------- | ------------------------------------------- | --------------------------------------------------------------- | --------- | ----- |
| 2021 | Premios Martín Fierro | Labor en conducción masculina               | Guido Kaczka (Bienvenidos a bordo & Los 8 escalones del millón) | Ganador   | [ 9 ] |
| 2021 | Premios Martín Fierro | Mejor programa de entretenimientos (juegos) | Bienvenidos a bordo                                             | Ganador   | [ 9 ] |
| 2022 | Premios Martín Fierro | Mejor programa de entretenimientos (juegos) | Bienvenidos a bordo                                             | Nominado  |       |